# Bandera de Rawson
La Bandera Municipal de Rawson, la capital de Chubut, es el pabellón que representa a esta localidad, y que junto con el escudo tiene la categoría de símbolo municipal. Consiste en un rectángulo dividido en tres franjas coloreadas de blanco, celeste y verde.
El pabellón tiene su origen en el año 2010, cuando se llevó a cabo un concurso para elegirlo. El certamen fue ganado por el vecino de la ciudad Patricio Eduardo Mouján.

## Simbolismo
La franja celeste central representa al río Chubut, que atraviesa la ciudad y desemboca en el mar, que está representado por el triángulo del mismo color. El barco naranja representa a la pesca, que es la principal industria de la ciudad. El trapecio blanco representa a la pureza y a la meseta patagónica. El trapecio verde representa "al valle, las chacras y la esperanza en el futuro"; además el blanco y el verde simbolizan a la inmigración galesa.